# Cyclamen libanoticum
Cyclamen libanoticum es una especie de planta herbáceas perteneciente a la familia Primulaceae.

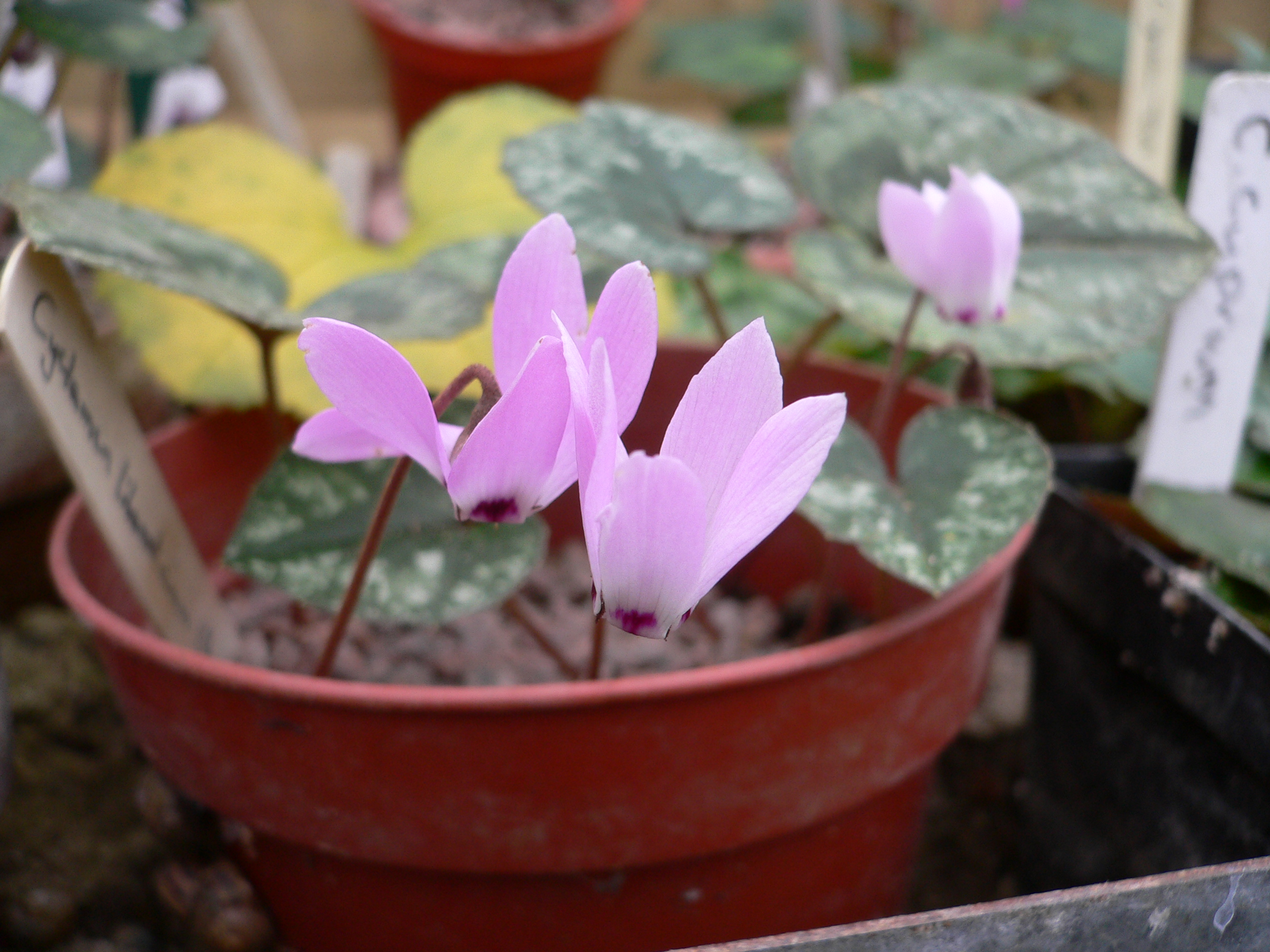
Vista de la planta

## Hábitat
Es una especie rara endémica de las montañas del nordeste de Beirut en Líbano que fue descubierta en 1895.  Desde entonces ha sido revisada y se creía extinta hasta 1961, año cuando fue redescubierta.

## Descripción
Es una pequeña planta vivaz tuberosa con flores vistosas y aromáticas.

## Taxonomía
Cyclamen libanoticum fue descrita por Friedrich Hermann Gustav Hildebrand y publicado en Botanische Jahrbücher für Systematik, Pflanzengeschichte und Pflanzengeographie 25: 477. 1898.
Etimología
Ver: Cyclamen
libanoticum: epíteto geográfico que alude a su localización en el Líbano. 